# Adam Prohászka
Adam Prohászka (Variaş, 17 maart 1880 – Wenen, 20 september 1971) was een Hongaars componist en dirigent.

## Levensloop
Prohászka kwam op zevenjarige leeftijd bij de Militaire kapel van het Oostenrijks Infanterie-Regiment nr. 33 in Arad (Roemenië).  Later werd hij kapelmeester van de Militaire kapel van het Infanterie Regiment nr. 50 en bleef twee jaar in deze functie. Na de Eerste Wereldoorlog werkte hij als muzikant in verschillende orkesten en dirigeerde een reeks van harmonieorkesten. Als componist schreef hij voortreffelijke marsen en dansen voor harmonieorkest.

## Composities

### Werken voor harmonieorkest
- Der österreichische Soldat
- Nikolaus von Lenau Marsch
- Österreichs Heldensöhne
- Zips-Marsch